# Sprężyna zaworowa

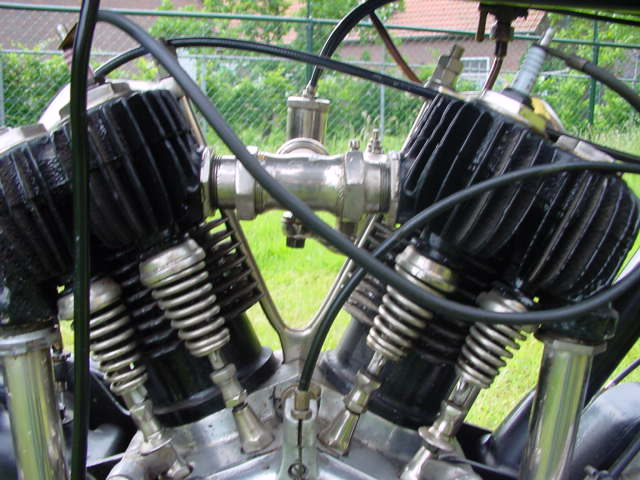
Sprężyny zaworowe w silniku dolnozaworowym

Sprężyna zaworowa – sprężysty element układu rozrządu, który ma za zadanie zamknięcie zaworu oraz utrzymanie go w stanie zamkniętym. 
Sprężyny te w czasie pracy podlegają zmieniającym się okresowo siłom, wzbudzającym ich drgania. Bliskość komory spalania powoduje nagrzewanie się sprężyny do temp. kilkuset stopni. Na sprężynę zaworową stosuje się drut sprężynowy patentowany, wykonany ze stali wysokowęglowej lub przy dużych obciążeniach stal stopową. W celu zwiększenia wytrzymałości zmęczeniowej sprężyny poddaje się ją kulowaniu. 